# Disco rojo
Disco rojo és una pel·lícula de ficció criminal de coproducció hispano-portuguesa del 1973 dirigida per Rafael Romero Marchent amb guió de Paul Naschy i Antonio Vilar.

## Sinopsi
Un membre del jet-set mor a Lisboa per sobredosi de drogues. Un periodista intenta passar per xarxes de desinformació per arribar al líder del narcotràfic que actua amb tanta impunitat. Per sorpresa, totes les proves l’apunten cap a una dama de fama immaculada ...

## Repartiment
- Antonio Vilar...	Enrique
- Mara Cruz...	Olga
- Hugo Blanco...	Jorge
- Carlos Romero Marchent 	...	Luis
- María Elena Arpón	 ...	Mónica
- Rebeca Reyes	...	Erika
- María Kosty	...	Helen
- Ramón Centenero	...	Quinis
- Luís Tito
- Beni Deus ...	Comisario
- Eduardo Calvo 	...	Sandro

## Premis
Als Premis del Sindicat Nacional de l'Espectacle de 1972 va guanyar el premi al millor director i a la millor actriu (Mara Cruz).